# ملخ‌میوه مونودی
ملخ‌میوه مونودی (نام علمی: Acridocarpus monodii) نام یک گونه از سرده ملخ‌میوه‌ها است.